# Traquet familier
Oenanthe familiaris
Espèce
Synonymes
- Motacilla familiaris Wilkes, 1817[1]

Statut de conservation UICN

 LC  : Préoccupation mineure
Le Traquet familier (Oenanthe familiaris) est une espèce d'oiseaux de la famille des Muscicapidae. Cet oiseau est répandu en Afrique subsaharienne (rare en Afrique centrale).

## Systématique
Cette espèce a été initialement décrite par John Wilkes (d) sous le protonyme de Motacilla familiaris.

## Liste des sous-espèces
Selon la classification de référence du Congrès ornithologique international (version 10.2, 2020) :
- sous-espèce Oenanthe familiaris actuosa (Clancey, 1966)
- sous-espèce Oenanthe familiaris angolensis (Lynes, 1926)
- sous-espèce Oenanthe familiaris falkensteini (Cabanis, 1875)
- sous-espèce Oenanthe familiaris familiaris (Wilkes, 1817)
- sous-espèce Oenanthe familiaris galtoni (Strickland, 1853)
- sous-espèce Oenanthe familiaris hellmayri (Reichenow, 1902)
- sous-espèce Oenanthe familiaris omoensis (Neumann, 1904)